# Abdullah Maqdas
Abdullah Maqdas (arabisch عبد الله مقدس‎; * 31. März 1987 in Kuwait) ist ein ehemaliger kuwaitischer Tennisspieler.

## Karriere
Maqdas spielte bereits auf der ITF Junior Tour, wo er kleine Erfolge verbuchen konnte. 2005 stand er im Junioren-Achtelfinale von Wimbledon, im selben Jahr erreichte einen kombinierten 18. Junioren-Weltranglistenplatz.

### Die Anfänge: 2002–2010
Bereits seit 2002 spielte Maqdas Turniere auf der ITF Future Tour, jedoch ohne Erfolg. Erst 2006 konnte er erstmals mehr als ein Match in Folge gewinnen, als er in Jiangmen das Halbfinale erreichte.
Im Doppel erreichte er außerdem 2004 erstmals bei einem Turnier der ATP Challenger Tour in Teheran ein Halbfinale. 2006 erreichte er des Weiteren im Doppel ein Finale bei einem Future. Bis 2008 erreichte er im Einel und Doppel jeweils einen Rang um die Top-1000. Zwischen 2008 und 2010 wurde er dann nicht mehr in der Weltrangliste geführt. Er studierte an der University of Southern California, wo er auch College Tennis spielte.

### Seit 2010
2010 konnte er einen kleinen Durchbruch verzeichnen, als er bei zwei Futures ein Finale und ein Halbfinale erreichte und damit bis in die Top-700 vorstieß. im Doppel gab er in Dubai bei den Barclays Dubai Tennis Championships durch eine Wildcard sein Debüt auf der ATP World Tour. Dort unterlag er mit seinem Partner Mahmoud-Nader Al Baloushi recht deutlich Mahesh Bhupathi und Maks Mirny in zwei Sätzen. Außerdem gelang ihm mit Sebastian Rieschick der Gewinn eines Futures in Thailand. 2012 spielte er erneut beim ATP-Turnier in Dubai, wo er mit seinem Landsmann Mohammad Ghareeb in der ersten Runde ausschied. Er gewann im selben Jahr seinen einzigen Future-Titel im Einzel in Katar. Darüber hinaus erreichte er ein Finale und vier Halbfinals, im Doppel zwei Titel und ein weiteres Finale. Durch diese Erfolge erreicht er im Februar 2013 auch seine jeweiligen Höchstplatzierungen mit einem 496. Rang im Einzel sowie einem 581. Rang im Doppel. Bis 2016 konnte er lediglich einen weiteren Doppeltitel gewinnen jedoch kein einziges Match auf der Challenger Tour bestreiten. 2018 spielte er sein letztes Turnier.

### Davis Cup
Maqdas war ein wichtiger Bestandteil der kuwaitischen Davis-Cup-Mannschaft. Nach Mohammad Ghareeb hat er die meisten Matches für sein Land gespielt. Das erste Mal trat er 2003 gegen die Mannschaft Ozeaniens für sein Land an, wo er im Doppel mit Ghareeb gewann. In der Folgezeit schaffte Kuwait es in die Kontinentalgruppe II aufzusteigen, wo es sich die meiste Zeit lang halten konnte. Insgesamt hat Maqdas eine Bilanz von 43:21.